# Huernia macrocarpa
Huernia macrocarpa ist eine Pflanzenart aus der Unterfamilie der Seidenpflanzengewächse (Asclepiadoideae). Es handelt sich um eine sehr variable Art.

## Merkmale
Huernia macrocarpa bildet stammsukkulente, aufrecht stehende, oder kurz liegend und dann aufrechte Triebe, die meist kompakt und büschelförmig stehen. Sie werden bis etwa 9 cm hoch, haben einen vier- oder fünfrippigen Querschnitt und sind bis 1,5 cm im Durchmesser. Die Warzen sind kleiner als 1 cm und spitzkonisch ausgezogen. Sie stehen annähernd senkrecht zur Sprossachse. Die Blüten sitzen auf kurzen bis etwa 1 cm langen Blütenstielen und zeigen nach außen oder sind leicht nach unten geneigt. Die Kelchblätter messen 6–12 × 0,75–1,5 mm. Die Blütenkrone hat etwa 1,5 bis 2 cm Durchmesser und ist glockenförmig. Sie ist innen bräunlichrot bis schwarzrot oder gelblich mit purpurfarbenen Querbändern. Die Innenseite der Kronblätter ist papillös. Die Kronenzipfel sind dreieckig und 5 bis 7 mm lang. Sie stehen aufrecht oder sind leicht nach außen umgebogen. Die Nebenkrone ist schwarzbraun bis schwarzrot. Die interstaminalen Nebenkronenzipfel sind querrechteckig bis quadratisch. Die staminalen Nebenkronenzipfel sind häufig an der Basis hellgelb und werden zum apikalen Ende hin dunkel, meist dunkel- bis schwarzbraun oder schwarz. Das Pollinium ist gelblich, die Früchte bis 17 cm lang, bei einem Durchmesser von bis zu 1 cm. Sie stehen oft paarig-abgespreizt auf einem kurzen, holzigen Stiel.

## Geographische Verbreitung
Die Art kommt im Sudan, Äthiopien, Eritrea, Saudi-Arabien und dem Jemen vor.

## Systematik und Taxonomie
Die Art wurde von Achille Richard 1851 als Stapelia macrocarpa erstmals beschrieben. Sein Typusexemplar stammte aus Äthiopien. Seither wurde die Art unter einigen weiteren Namen beschrieben, die daher Synonyme sind:
- Huernia penzigii N.E.Br.
- Huernia arabica N.E.Br.
- Huernia penzigii var. schimperi A.Berger
- Huernia penzigii var. schweinfurthii A.Berger
- Huernia macrocarpa var. cerasina A.C.White & B.Sloane (nom. inval.)
- Huernia macrocarpa var flavicoronata A.C. White & B.Sloane (nom. inval.)

Carl Ludwig Sprenger transferierte die Art 1892 zur Gattung Huernia.
Es können folgende Unterarten unterschieden werden:
- Huernia macrocarpa subsp. harerghensis M.G.Gilbert: Sie kommt nur in Äthiopien vor.[1]
- Huernia macrocarpa subsp. macrocarpa: Sie kommt vom nordöstlichen Sudan bis Eritrea und auf der südwestlichen Arabischen Halbinsel vor.[1]